# Ponte ferroviario Struve
Il ponte ferroviario Struve (in ucraino Залізничний міст Струве?; in russo Мост Струве?) attraversava il fiume Dnepr a Kiev ed è stato il primo ponte metallico sul fiume ucraino e uno dei più lunghi dell'Impero russo.

## Storia

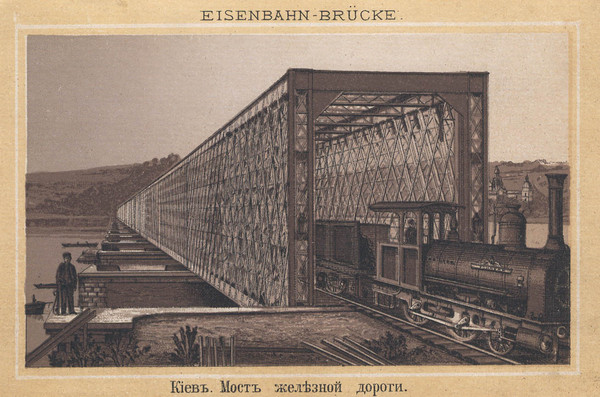
Immagine del ponte nel 1870

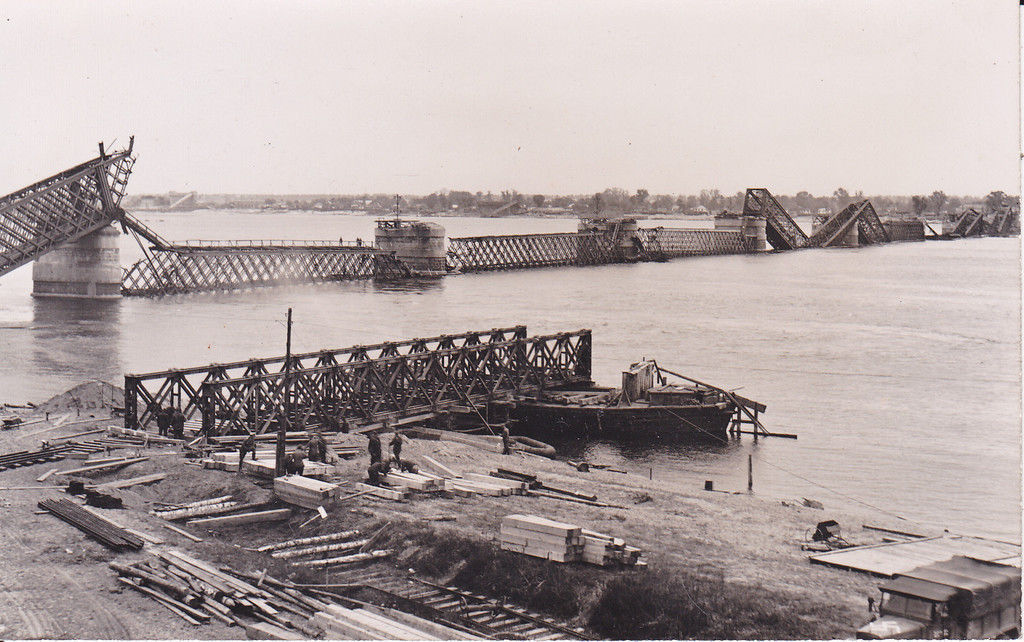
Ponte distrutto nel 1941

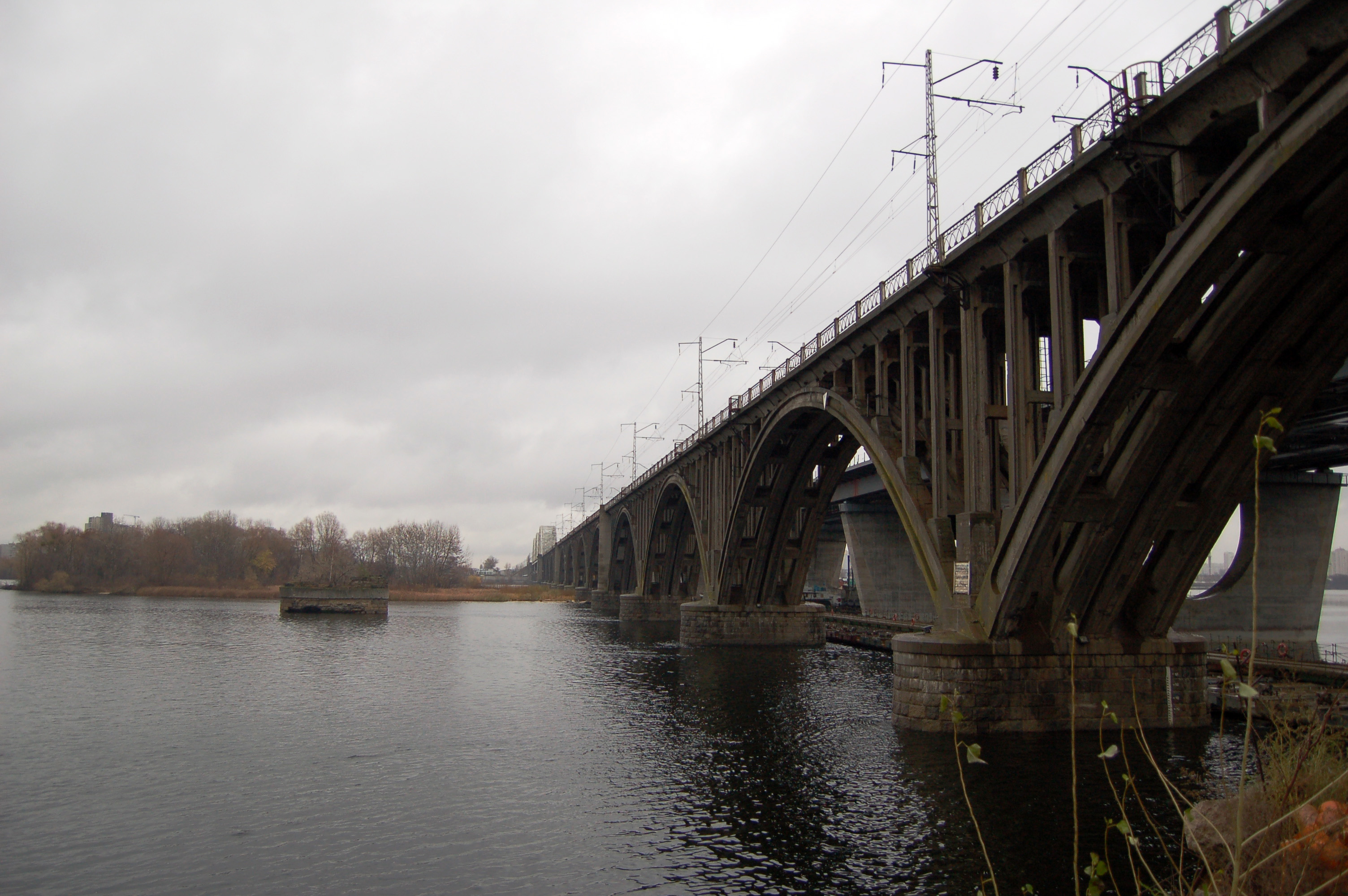
Resti di uno dei pilastri del ponte ferroviario Struve accanto al nuovo ponte ferroviario Darnytsky a Kiev

Quando venne progettato fu il secondo ponte fisso sul Dnepr concepito a capriata con travatura reticolare. La costruzione fu realizzata da compagnie straniere su progetto e direzione dei lavori di Amand Struve.  Ebbe da subito il nome del suo ideatore che per la sua costruzione utilizzò circa 3 000 tonnellate di ferro. Ebbe un costo di 3 200 000 di rubli e per l'impresa Struve ottenne il grado di colonnello e venne incaricato della costruzione di un nuovo ponte a Kremenčuk.
Venne inaugurato il 17 febbraio 1870 quando fu attraversato dal primo treno sulla linea Kiev-Kursk anche se il traffico divenne regolare solo un paio di mesi più tardi. Il ponte Struve sopravvisse alla prima guerra mondiale e alla guerra civile ma fu demolito durante la guerra sovietico-polacca dalle truppe della Polonia in ritirata nel 1920.
Fu restaurato nel settembre dello stesso anno. Il 19 settembre 1941 il ponte fu nuovamente distrutto durante l'avanzata dell'esercito della Germania nazista dalle truppe sovietiche in ritirata. I tedeschi lo ripristinarono ma infine lo distrussero all'inizio del 1943. Dopo la liberazione di Kiev nelle vicinanze fu costruito un ponte ferroviario provvisorio poi, vicino al sito dello storico ponte Struve, fu costruito il Nuovo Ponte Darnytskyi. Diversi pilastri del ponte Struve si sono conservati e sono ancora visibili.

## Descrizione
Il ponte si appoggiava a 13 piloni con 12 campate ciascuna di 89 metri. La lunghezza totale era quasi 1 500 metri.